# Wivelsfield
Wivelsfield is een civil parish in het bestuurlijke gebied Lewes, in het Engelse graafschap East Sussex met 1980 inwoners.